# Jenny Fransson
Anna Jenny Eva Maria Fransson (Karlstad, 18 de julio de 1987) es una deportista sueca que compite en lucha libre.
Participó en tres Juegos Olímpicos de Verano, obteniendo una medalla de bronce en Río de Janeiro 2016, en la categoría de 69 kg, el noveno lugar en Pekín 2008 y el noveno lugar en Londres 2012.
Ganó dos medallas en el Campeonato Mundial de Lucha, oro en 2012 y plata en 2019, y tres medallas en el Campeonato Europeo de Lucha entre los años 2008 y 2019.

## Palmarés internacional
| Juegos Olímpicos   | Juegos Olímpicos        | Juegos Olímpicos  | Juegos Olímpicos |
| Año                | Lugar                   | Medalla           | Categoría        |
| ------------------ | ----------------------- | ----------------- | ---------------- |
| 2016               | Río de Janeiro (Brasil) | Medalla de bronce | 69 kg            |
| Campeonato Mundial |                         |                   |                  |
| Año                | Lugar                   | Medalla           | Categoría        |
| 2012               | Edmonton (Canadá)       | Medalla de oro    | 72 kg            |
| 2019               | Nursultán (Kazajistán)  | Medalla de plata  | 68 kg            |
| Campeonato Europeo |                         |                   |                  |
| Año                | Lugar                   | Medalla           | Categoría        |
| 2008               | Tampere (Finlandia)     | Medalla de bronce | 72 kg            |
| 2018               | Kaspisk (Rusia)         | Medalla de oro    | 72 kg            |
| 2019               | Bucarest (Rumania)      | Medalla de bronce | 68 kg            |